# Contea di Peterborough
La contea di Peterborough è una contea dell'Ontario in Canada. Al 2006 contava una popolazione di 133.080 abitanti. Ha come capoluogo Peterborough.